# Cryptodus piceus
Cryptodus piceus är en skalbaggsart som beskrevs av Ernst Friedrich Germar 1848. Cryptodus piceus ingår i släktet Cryptodus och familjen Dynastidae. Inga underarter finns listade i Catalogue of Life.